# ليوناردو بيسكوليتشي
ليوناردو نيكولاس بيسكوليتشي (بالإسبانية: Leonardo Nicolás Pisculichi)‏ (مواليد 18 يناير 1984) هو لاعب كرة قدم أرجنتيني يلعب حاليا مع نادي بورغوس الأسباني في الـدوري الأسباني الدرجة الثانية بي 

## المسيرة الرياضية مع الأندية
بدأ بيسكوليتشي مسيرته الرياضية مع أرجنتينوس جونيورز ولعب لأول مرة في دوري الدرجة الأولى الأرجنتيني في 20 فبراير 2002 ضد تاليرس دي قرطبة. انتقل إلى ريال مايوركا الإسباني في 4 يناير 2006. بداياته في ناديه الجديد كانت واعدة حيث سجل ثلاث مرات في أول خمس مباريات له - بما في ذلك التعادل بركلة جزاء ضد ريال مدريد في 26 فبراير لتنتهي المباراة بفوز المضيف 2-1.
ومع ذلك فقد انخفض أداء بيسكوليتشي تدريجيا وفي 30 نوفمبر 2006 انتقل إلى العربي في الدوحة، قطر بمبلغ 3.6 مليون يورو مع تفعيل هذه الخطوة في يناير من العام التالي. لعب كرة قدم مدهشة في سنواته الخمس من كرة القدم في العربي. كان يمكن أن يكون لاعباً استثنائياً إذا ما بقي في مايوركا منذ أن كان معروفاً في منطقة الخليج العربي كواحد من أفضل لاعبي الركلات الحرة.
في يوليو 2012 انتقل بيسكوليتشي إلى شاندونغ لونينغ تايشان في الدوري الصيني الممتاز. في عام 2014 انضم إلى ريفر بليت الأرجنتيني. خلال تواجده في ريفر بلايت فاز بكوبا سود أمريكانا عام 2014 ضد أتلتيكو ناسيونال. غادر ريفر بليت في ديسمبر 2016 للانضمام إلى فيتوريا البرازيلي في يناير 2017.

## العودة إلى الأرجنتين
بعد أن غادر فيتوريا في مايو 2017 وقع بيسكوليتشي لأرجنتينوس جونيورز الصاعد حديثا وهو الفريق الذي بدأ مسيرته في أغسطس 2017 حيث كان أولى صفقات النادي في ذلك الموسم.

## المسيرة الرياضية مع المنتخب
لعب بيسكوليتشي 134 دقيقة في بطولة كوبا أمريكا تحت 20 سنة لعام 2003 التي أقيمت في أوروغواي والتي مثل فيها منتخب الأرجنتين تحت 20 سنة. لعب أساسيا أمام المضيف الأوروغواي وسجل في الدقيقة 82. كما جاء كبديل في مباراة ضد البرازيل.
كان من المقرر أن يتم تجنيسه من أجل اللعب مع المنتخب القطري بحلول عام 2009. ومع ذلك فقد تم تجاهله حيث سبق له تمثيل منتخب الأرجنتين تحت 20 سنة مما جعله غير مؤهل للعب لمنتخب قطر دون تصريح خاص من الاتحاد الدولي لكرة القدم.
ومع ذلك حدث السيناريو نفسه في عام 2012. أرادت إدارة العربي تجنيسه حتى يتمكنوا من إضافة لاعب أجنبي آخر في صفوفهم للمشاركة في دوري أبطال آسيا. على الرغم من التقارير التي تفيد بعدم أهلية بيسكوليتشي فقد استمروا في عملية التجنيس. لم يكسب المواطنة القطرية وانتقدت إدارة النادي من قبل وسائل الإعلام المحلية.

## الإنجازات
- ريفر بليت
  - كوبا سود أمريكانا (1): 2014
  - ريكوبا سودأمريكانا (1): 2015
  - كأس ليبرتادوريس (1): 2015
- فيتوريا
  - بطولة بايانو (1): 2017

## الحياة الشخصية
بيسكوليتشي هو من أصل كرواتي. قامت أسرته بأسبنة اللقب من بيسكوليتش (في الأصل من مدينة نوفي فينودولسكي) إلى هجائها الحالي.